# Rubiothrips ferrugineus
Rubiothrips ferrugineus är en insektsart som först beskrevs av Jindřich Uzel 1895.  Rubiothrips ferrugineus ingår i släktet Rubiothrips, och familjen smaltripsar. Enligt den finländska rödlistan är arten nära hotad i Finland. Arten är reproducerande i Sverige. Artens livsmiljö är torra gräsmarker.